# Charles Griffith
Charles Griffith (18 de febrero de 1963) es un deportista venezolano que compitió en judo. Ganó tres medallas en los Juegos Panamericanos en los años 1987 y 1991, y tres medallas en el Campeonato Panamericano de Judo entre los años 1982 y 1992.

## Palmarés internacional
| Juegos Panamericanos    | Juegos Panamericanos          | Juegos Panamericanos | Juegos Panamericanos |
| Año                     | Lugar                         | Medalla              | Categoría            |
| ----------------------- | ----------------------------- | -------------------- | -------------------- |
| 1987                    | Indianápolis (Estados Unidos) | Medalla de plata     | –86 kg               |
| 1991                    | La Habana (Cuba)              | Medalla de bronce    | –95 kg               |
| 1991                    | La Habana (Cuba)              | Medalla de bronce    | Abierta              |
| Campeonato Panamericano |                               |                      |                      |
| Año                     | Lugar                         | Medalla              | Categoría            |
| 1982                    | Santiago de Chile (Chile)     | Medalla de bronce    | –86 kg               |
| 1990                    | Caracas (Venezuela)           | Medalla de plata     | –86 kg               |
| 1992                    | Hamilton (Canadá)             | Medalla de bronce    | –95 kg               |